# Nick Collison
Nicholas John "Nick" Collison (Orange City, 26 de outubro de 1980) é um ex jogador de basquetebol profissional norte-americano que atuou pelo Oklahoma City Thunder e Seattle SuperSonics na NBA.

## Carreira

### Seattle SuperSonics/Oklahoma City Thunder (2003–2018)
Após ir para quatro Final Fours com o Kansas Jayhawks, Collison foi selecionado pelo Seattle SuperSonics como a 12ª escolha geral na primeira rodada do Draft da NBA de 2003, mas perdeu a temporada de 2003–04 com lesões em ambos os ombros. Ele fez sua estreia na NBA na temporada seguinte, em 3 de novembro de 2004, contra o Los Angeles Clippers, marcando três pontos na derrota por 114–84. Jogou todos os 82 jogos em sua primeira temporada, obtendo médias de 5,6 pontos e 4,6 rebotes em 17 minutos por jogo. Ele jogou mais três temporadas para o Seattle antes da franquia ser transferida para Oklahoma City e ser renomeada para Thunder.
Em sua primeira temporada com o Thunder em 2008–09, Collison foi mais uma vez um ótimo reserva da equipe, jogando 71 jogos (40 como titular). No entanto, apesar de suas primeiras cinco temporadas produtivas no campeonato, os números de Collison caíram nos anos seguintes, com suas médias de pontos por jogo decaindo para seis em 2009–10 e abaixo de cinco em 2010–11. Atuando mais como ala-pivô no fim da temporada de 2011–12, Collison ajudou o Thunder a chegar às Finais da NBA daquele ano, onde eles enfrentaram o Miami Heat. Apesar de uma boa vitória no primeiro jogo, o Thunder perdeu a série em cinco jogos.
Em 3 de fevereiro de 2015, Collison assinou uma extensão de contrato de dois anos por 7,5 milhões de dólares.
No dia 10 de maio de 2018, Collison anunciou que estaria deixando as quadras depois de atuar 15 anos pela NBA.
Em janeiro de 2019, o Oklahoma City Thunder anunciou que Nick Collison se tornaria o primeiro jogador da franquia (como OKC Thunder) a ter seu número aposentado.

## Estatísticas na NBA

### Temporada regular
| Ano      | Equipe        | PJ  | PT  | MPJ  | AP   | 3P   | LL   | RT  | AS  | BR | TO | PPJ |
| -------- | ------------- | --- | --- | ---- | ---- | ---- | ---- | --- | --- | -- | -- | --- |
| 2004–05  | Seattle       | 82  | 4   | 17.0 | .537 | .000 | .703 | 4.6 | .4  | .4 | .6 | 5.6 |
| 2005–06  | Seattle       | 66  | 27  | 21.9 | .525 | .000 | .699 | 5.6 | 1.1 | .3 | .5 | 7.5 |
| 2006–07  | Seattle       | 82  | 56  | 29.0 | .500 | .000 | .774 | 8.1 | 1.0 | .6 | .8 | 9.6 |
| 2007–08  | Seattle       | 78  | 35  | 28.5 | .502 | .000 | .737 | 9.4 | 1.4 | .6 | .8 | 9.8 |
| 2008–09  | Oklahoma City | 71  | 40  | 25.8 | .568 | .000 | .721 | 6.9 | .9  | .7 | .7 | 8.2 |
| 2009–10  | Oklahoma City | 75  | 5   | 20.8 | .589 | .250 | .692 | 5.1 | .5  | .5 | .6 | 5.9 |
| 2010–11  | Oklahoma City | 71  | 2   | 21.5 | .566 | .000 | .753 | 4.5 | 1.0 | .6 | .4 | 4.6 |
| 2011–12  | Oklahoma City | 63  | 0   | 20.7 | .597 | .000 | .710 | 4.3 | 1.3 | .5 | .4 | 4.5 |
| 2012–13  | Oklahoma City | 81  | 2   | 19.5 | .595 | .000 | .769 | 4.1 | 1.5 | .6 | .4 | 5.1 |
| 2013–14  | Oklahoma City | 81  | 0   | 16.7 | .556 | .235 | .710 | 3.6 | 1.3 | .4 | .3 | 4.2 |
| 2014–15  | Oklahoma City | 66  | 2   | 16.7 | .419 | .267 | .692 | 3.8 | 1.4 | .5 | .4 | 4.1 |
| 2015–16  | Oklahoma City | 59  | 4   | 11.8 | .459 | .000 | .697 | 2.9 | .9  | .3 | .3 | 2.1 |
| 2016-17  | Oklahoma City | 20  | 0   | 6,4  | .609 | .000 | .625 | 1.6 | .6  | .1 | .1 | 1.7 |
| 2017-18  | Oklahoma City | 15  | 0   | 5.0  | .684 | .000 | .385 | 1.3 | .3  | .0 | .0 | 2.1 |
| Carreira |               | 910 | 177 | 20.4 | .534 | .208 | .723 | 2   | 1.0 | .5 | .5 | 5.9 |

### Playoffs
| Ano      | Equipe        | PJ | PT | MPJ  | AP   | 3P    | LL   | RT  | AS  | BR  | TO  | PPJ |
| -------- | ------------- | -- | -- | ---- | ---- | ----- | ---- | --- | --- | --- | --- | --- |
| 2005     | Seattle       | 11 | 0  | 19.8 | .607 | 1.000 | .630 | 5.0 | .5  | .3  | .5  | 8.4 |
| 2010     | Oklahoma City | 6  | 0  | 21.5 | .333 | .000  | .429 | 4.7 | .3  | .8  | .2  | 3.2 |
| 2011     | Oklahoma City | 17 | 0  | 24.3 | .632 | .000  | .783 | 5.8 | .9  | .9  | .9  | 6.7 |
| 2012     | Oklahoma City | 20 | 0  | 16.6 | .647 | .000  | .429 | 3.4 | 1.0 | .6  | .3  | 3.5 |
| 2013     | Oklahoma City | 11 | 0  | 16.2 | .468 | .000  | .917 | 4.6 | 1.1 | .5  | 1.0 | 5.0 |
| 2014     | Oklahoma City | 17 | 2  | 10.8 | .414 | .400  | .700 | 2.2 | .8  | .2  | .4  | 1.9 |
| 2016     | Oklahoma City | 9  | 0  | 8.7  | .667 | .000  | .500 | 1.2 | .6  | .8  | .0  | 1.0 |
| Carreira |               | 91 | 2  | 16.8 | .558 | .429  | .682 | 3.9 | .8  | .57 | .48 | 4.3 |

## Prêmios e homenagens
- Seleção dos Estados Unidos:
  - FIBA Americas Championship:
    -  Medalha de Ouro 2003